# Debüt díj
A Debüt díj 2019-ben alapított magyar irodalmi díj, amit a Magyar Írószövetség adományoz a Nemzeti Kulturális Alap támogatásával. A díj adminisztratív lebonyolítását a Magyar Alkotóművészeti Közhasznú Nonprofit Kft. (MANK) végzi. A díj odaítélésének szakmai partnere a Magyar Napló Kiadó és a Médiaszolgáltatás-támogató és Vagyonkezelő Alap (MTVA). A díjat fiatal, elsőkötetes szerzők nyerhetik el; oklevéllel és pénzjutalommal, valamint írószövetségi tagsággal jár.

## A díjazottak

### 2020
- Bék Timur: Aszterión, Kárpát-medencei Tehetséggondozó Nonprofit, Budapest, 2019
- Vöröskéry Dóra: Röpképtelen madarak, Kárpát-medencei Tehetséggondozó Nonprofit, Budapest, 2019
- Smid Róbert: Sigmund Freud és Jacques Lacan papírgépei, Előretolt Helyőrség Íróakadémia, 2019

### 2019
- Nagy Lea: Légörvény, Kalotaszeg Művészeti Alapítvány, Napkút Kiadó, 2018
- Pataki Tamás: Murokffyban vérré válik az abszint és lóvá teszi az ördögöt, Előretolt Helyőrség Íróakadémia, 2018
- Voloncs Attila: Virágok esztendeje, Guttenberg Pál Népfőiskola, Orpheusz Kiadó, 2018